# Hesketh 308E
Der Hesketh 308E ist ein Formel-1-Rennwagen, den Nigel Stroud und Frank Dernie 1977 für das Team Hesketh Racing entwickelten.
Insgesamt wurden fünf Chassis (308E/1 bis 308E/5) gebaut, die in der Saison 1977 und zum Beginn der Saison 1978 vom Werksteam und von einem Kundenteam gemeldet wurden. Alle Fahrzeuge wurden von einem Cosworth-DFV-Motor angetrieben.

## Geschichte

### Hintergrund
Bis zur Formel-1-Saison 1975 hatte Lord Alexander Hesketh sein Team Hesketh Racing von der belächelten „Partytruppe“ im Jahr 1973 zu einem Siegerteam geführt und verfügte mit dem Hesketh 308B über eines der schnellsten Fahrzeuge im Feld. Da er aber jegliches Sponsoring ablehnte, sich nicht bemühte, seinen Rennstall für potentielle Geldgeber attraktiv wirken zu lassen und die Teammitglieder gleichzeitig einen exzessiven Lebensstil führten, geriet Hesketh zum Jahresende in eine finanzielle Sackgasse. Da eine Aufrechterhaltung des Rennbetriebes nicht möglich war, verkaufte Hesketh große Teile des Inventars an Walter Wolf und trat aus seinem Team aus. Anthony „Bubbles“ Horsley führte den Rennstall daraufhin mit deutlich reduziertem Personal weiter, beschränkte sich aber auf Werksunterstützung für privat bzw. von Kundenteams eingesetzte 308D in der Formel-1-Saison 1976. Das Jahr war sportlich nicht erfolgreich, da keiner der Fahrer Punkte erzielen konnte. Für 1977 wurden bei Hesketh Racing daraufhin mit kleinem Budget die Arbeiten an einem Nachfolger für den inzwischen über drei Jahre alten 308 aufgenommen. Gleichzeitig wurden mit den Vorbereitungen für eine Rückkehr als Werksteam begonnen, dessen Betrieb mit Paydrivern finanziert werden sollte.

### Hesketh 308E (1977 – 1978)
Der 308E war zum Auftakt der Europaläufe der Formel-1-Saison 1977 rennbereit – zum Großen Preis von Spanien meldeten das Werksteam für Harald Ertl und das Kundenteam Penthouse Rizla Racing für Rupert Keegan je ein Fahrzeug. Der Grand Prix verlief enttäuschend, da sich beide Fahrer nur im hinteren Mittelfeld qualifizieren konnten und ihre Rennen ohne Aussicht auf Punkte nach Kollisionen frühzeitig beenden mussten. Beim folgenden Rennen in Monaco kam Keegan als Zwölfter ins Ziel, Ertl war aber bereits an der Qualifikation gescheitert, was zeigte, dass es dem 308E weiterhin deutlich an Grundschnelligkeit fehlte. Außerdem litten die Fahrer unter dem Fahrverhalten; der 308E neigte zum Untersteuern bei der Kurveneinfahrt und zum Übersteuern bei der -ausfahrt. Ertl blieb bis zum Großen Preis von Frankreich bei Hesketh und verließ schließlich das Team, nachdem er keine Erfolge erreichen konnte und ebenda an der Qualifikation gescheitert war. Héctor Rebaque wurde zu sechs Grands Prix gemeldet, konnte sich aber nur einmal qualifizieren und blieb ebenfalls erfolglos. Auch Ian Ashley, der zu insgesamt fünf Rennen anreiste, war chancenlos. Rupert Keegan aber kam im Saisonverlauf immer öfter in Punktenähe und verfehlte als Siebter beim Großen Preis von Österreich den ersten Zähler nur knapp. Zum Saisonfinale in Japan wurde kein Hesketh gemeldet. Da in der Saison 1977 keine Punkte erreicht wurden, wurde das Team in der Konstrukteurswertung nicht klassifiziert.
Für die Formel-1-Saison 1978 beendete Penthouse Rizla Racing sein Engagement und Hesketh stufte den Rennbetrieb als Werksteam auf nur ein Fahrzeug pro Rennen herunter. Olympus Cameras konnte als Sponsor gewonnen werden. Divina Galica wurde zu den ersten beiden Saisonläufen in Argentinien und Brasilien gemeldet, konnte sich aber nicht qualifizieren. Beim Großen Preis von Südafrika auf dem Kyalami Grand Prix Circuit wurde sie durch Eddie Cheever ersetzt, der sein Formel-1-Debüt gab. Er qualifizierte sich als Vorletzter vor Arturo Merzario, schied aber mit Motorproblemen bereits nach acht Runden aus. Das war sein einziger Start für Hesketh Racing, das danach an seiner Stelle Derek Daly verpflichtete. Er wurde zu insgesamt drei Grands Prix gemeldet. Zweimal scheiterte er bereits an der Vorqualifikation, beim Großen Preis von Belgien gelang ihm die reguläre Qualifikation nicht. Dies war gleichzeitig das letzte Rennen für Hesketh Racing, das danach den Rennbetrieb endgültig einstellte. Die Wagen fanden ihren Weg in die Aurora-AFX-Formel-1-Serie, wo sie von Bob Evans und John Cooper recht erfolgreich letztmals bei Rennen eingesetzt wurden.

## Technik

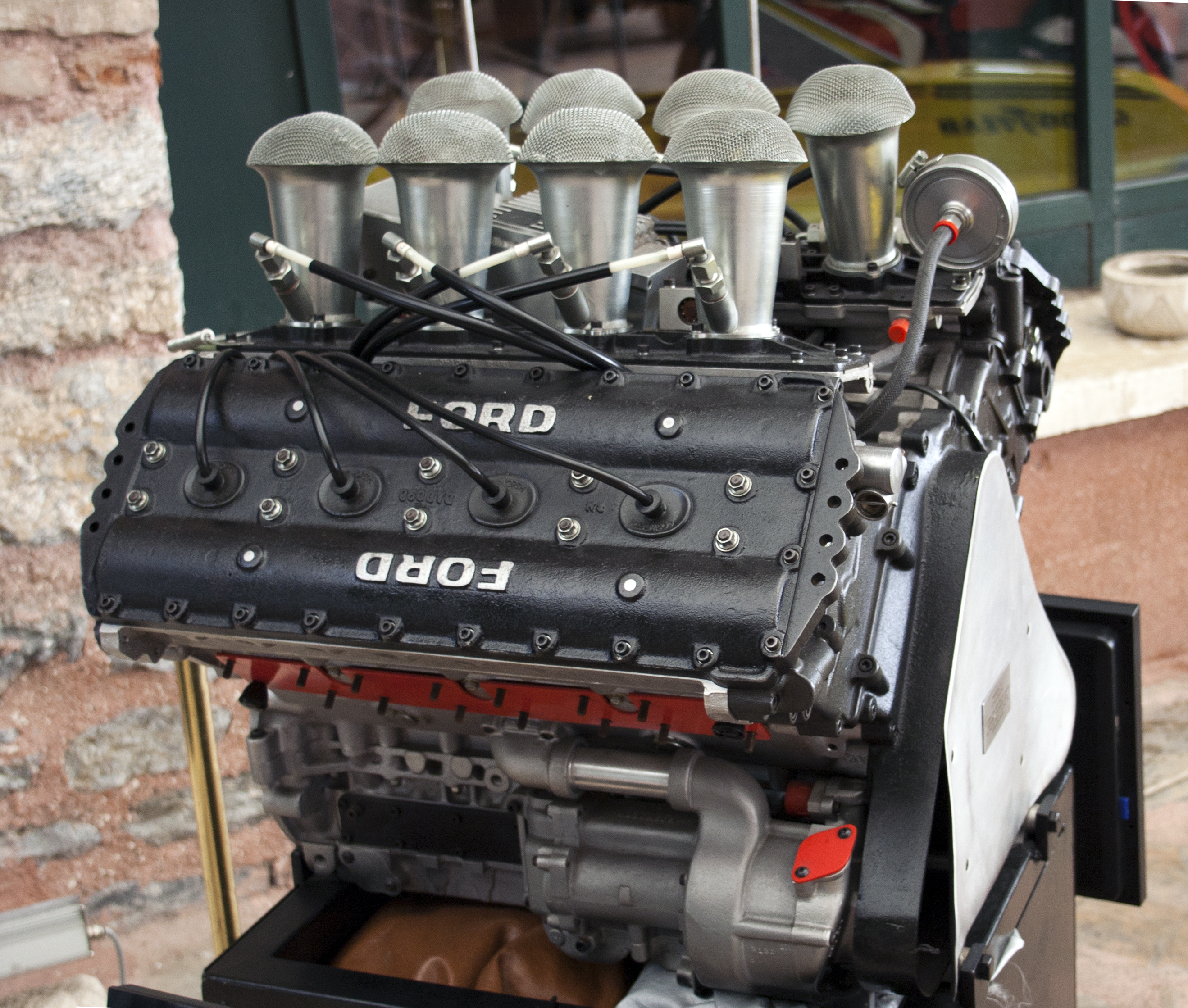
Cosworth-DFV-Motor, 1980

Der 308E wurde entwickelt, um den 308D zu ersetzen, dessen Potential nach mehr als drei Jahren endgültig ausgeschöpft war. Frank Dernie und Nigel Stroud, der den 308 im Vorjahr bereits zur D-Spezifikation weiterentwickelt hatte, konzipierten mit dem 308E ein für sich modernes Fahrzeug. Da der Wagen nach dem Beginn der Saison 1977 gebaut wurde, konnten sich die Designer an den führenden Fahrzeugen der Zeit orientieren. Insbesondere die Frontpartie wurde vom Wolf WR1 abgeleitet, dessen Konstrukteur Harvey Postlethwaite mit Dernie befreundet war. Die Seitenkästen verbreiterten sich in Richtung Heck und enthielten zunächst das komplette Kühlsystem des Motors. Insgesamt wurden im Hesketh-Werk bei Towcester fünf Chassis aufgebaut.
Die 308E wurden wie etliche andere Formel-1-Wagen dieser Zeit von einem Ford-Cosworth-DFV-Motor mit drei Litern Hubraum angetrieben. Im März 1966 hatte sich Ford im Gegenzug für die Namensnennung mit £ 100.000 an der Finanzierung des Motors beteiligt. Die Entwicklung und Produktion selbst wurde aber allein von Cosworth durchgeführt. Der Motor war als tragendes Teil in einen Gitterrohrrahmen einbezogen. Die Antriebskraft wurde über ein Hewland-Getriebe an die Hinterräder übertragen. Die Karosserie bestand aus Aluminiumblech.

## Lackierung und Sponsoring
In den Saisons 1977 und 1978 traten sowohl Werksteam als auch das Kundenteam Penthouse Rizla Racing verschiedenen Lackierungen und Sponsoren mit 308E an:
- Rupert Keegan startete mit einem mit einem hellblauen 308E mit Sponsoring von Penthouse und Rizla. Auf dem Fahrzeug war übergroß ein Pin-up-Girl abgebildet, was im Fahrerlager polarisierte und dem Sponsoring von Penthouse geschuldet war.
- Harald Ertl fuhr einen weißen Hesketh mit Sponsoring von Heyco
- Héctor Rebaque nahm mit einem weiß-roten 308E mit Sponsoring der Phillip-Morris-Marke Marlboro an den Grands Prix teil. Vereinzelt wurden auch gelbe Akzente hinzugefügt.
- Ian Ashleys 308E erschien in weiß mit blauen Streifen auf der Cockpitverkleidung und einem schwarzen Heckflügel. Sponsor war Obex Oil.
- Divina Galica, Eddie Cheever und Derek Daly traten mit einem blauen Hesketh mit gelben Akzenten an; diese Lackierung war an den Hauptsponsor Olympus Cameras angelehnt.

## Galerie

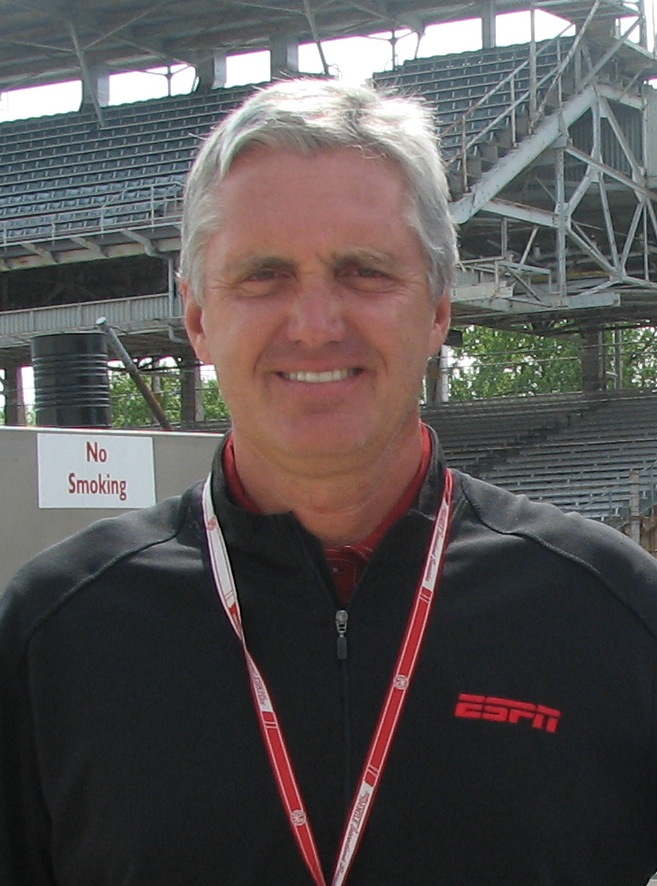
Gelang 1978 als einzigem 308E-Fahrer die Qualifikation: Eddie Cheever
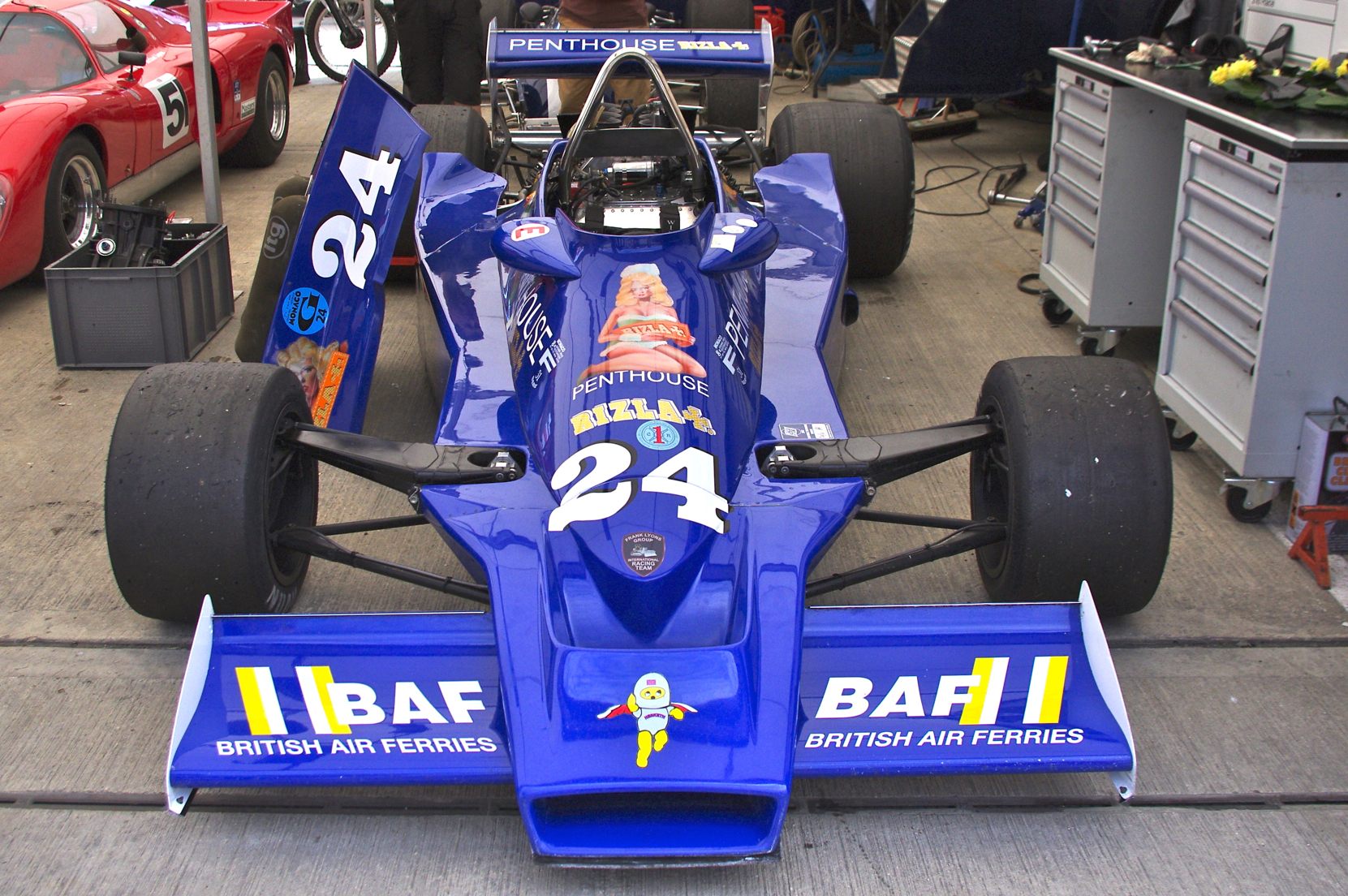
Historischer Penthouse-Rizla-308E (1977) von Rupert Keegan, 2012
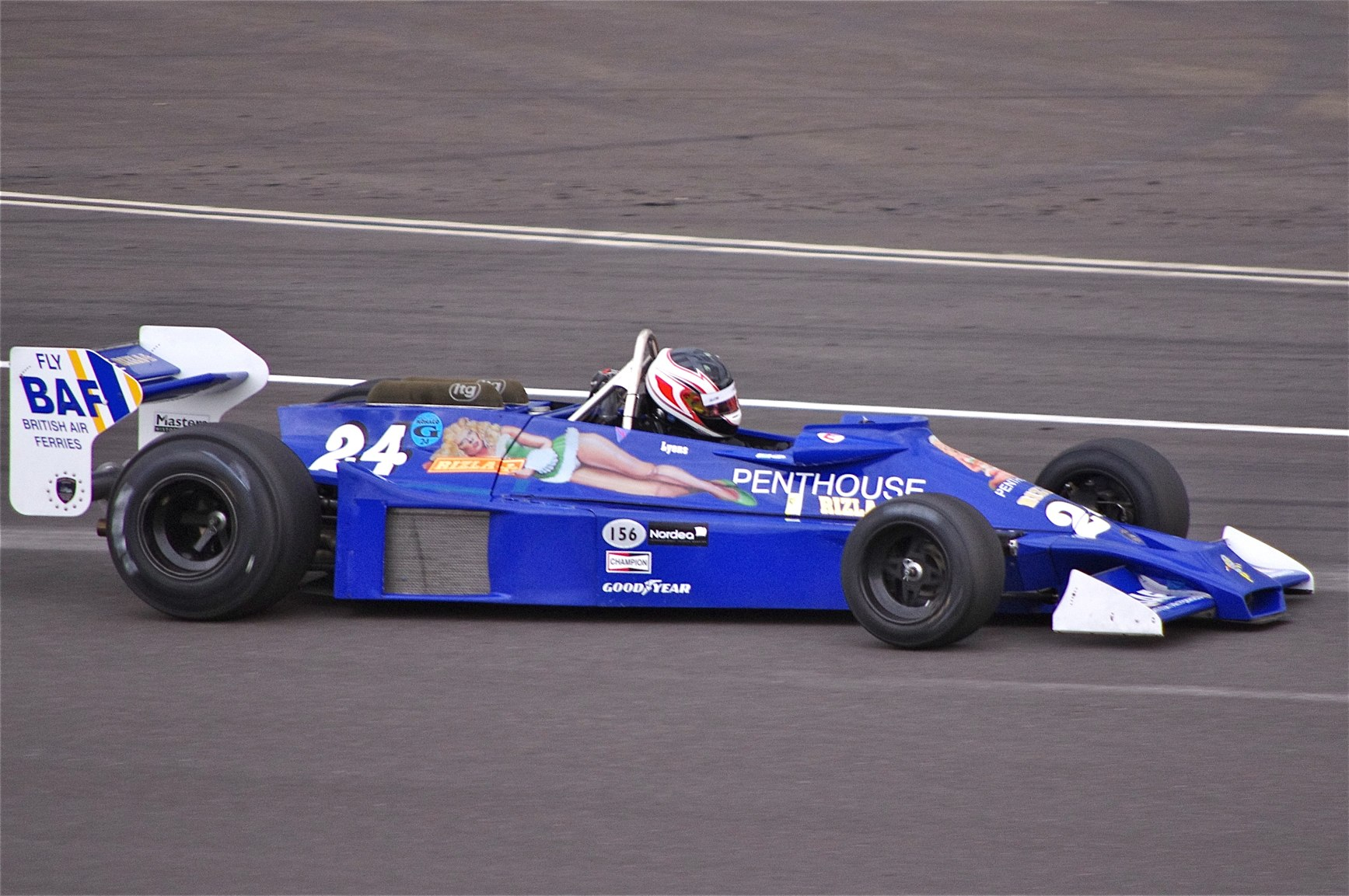
Seitenansicht des 308E, 2011
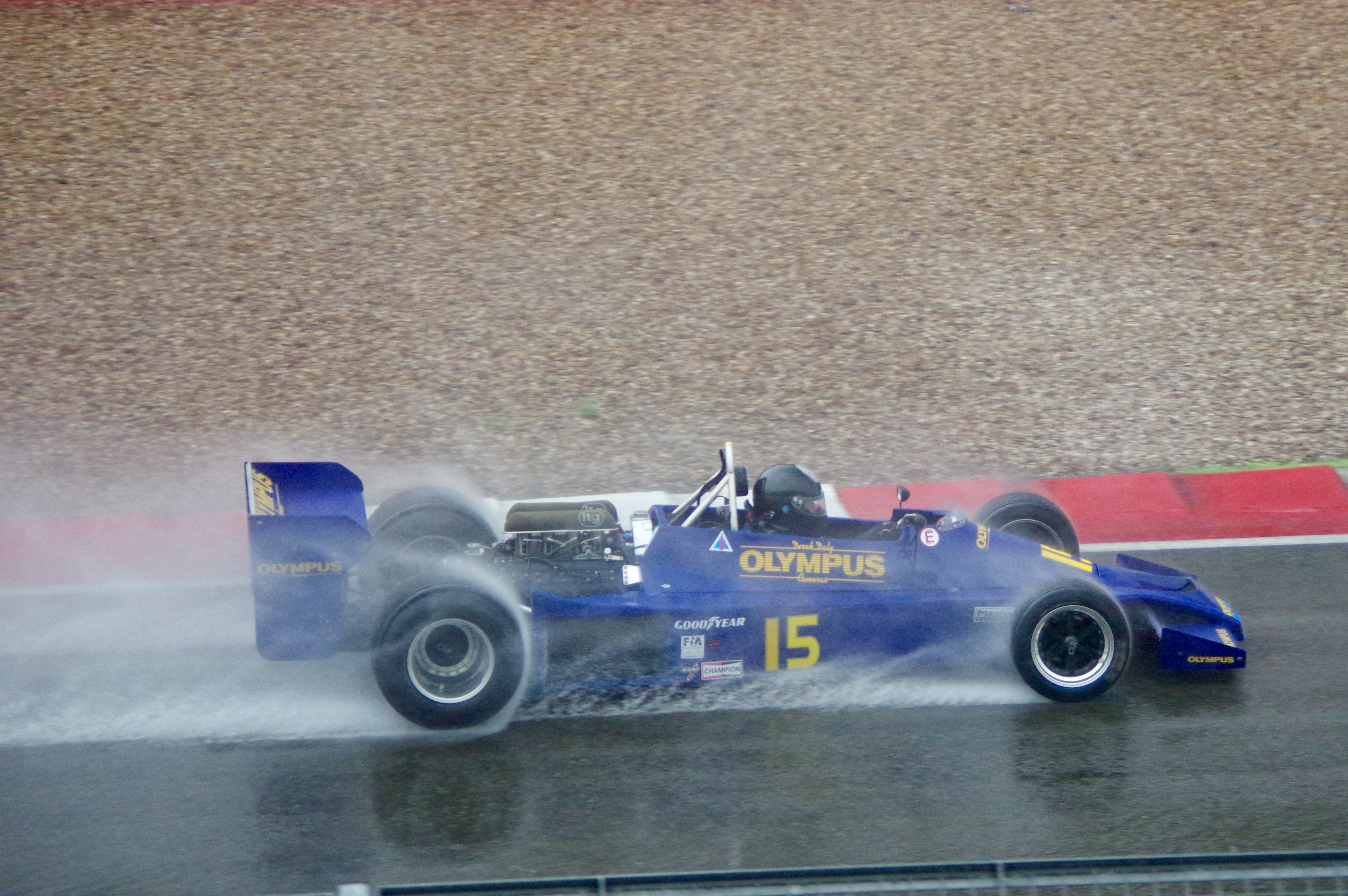
Historischer 308E (1978) in Olympus-Lackierung im Regen, 2015
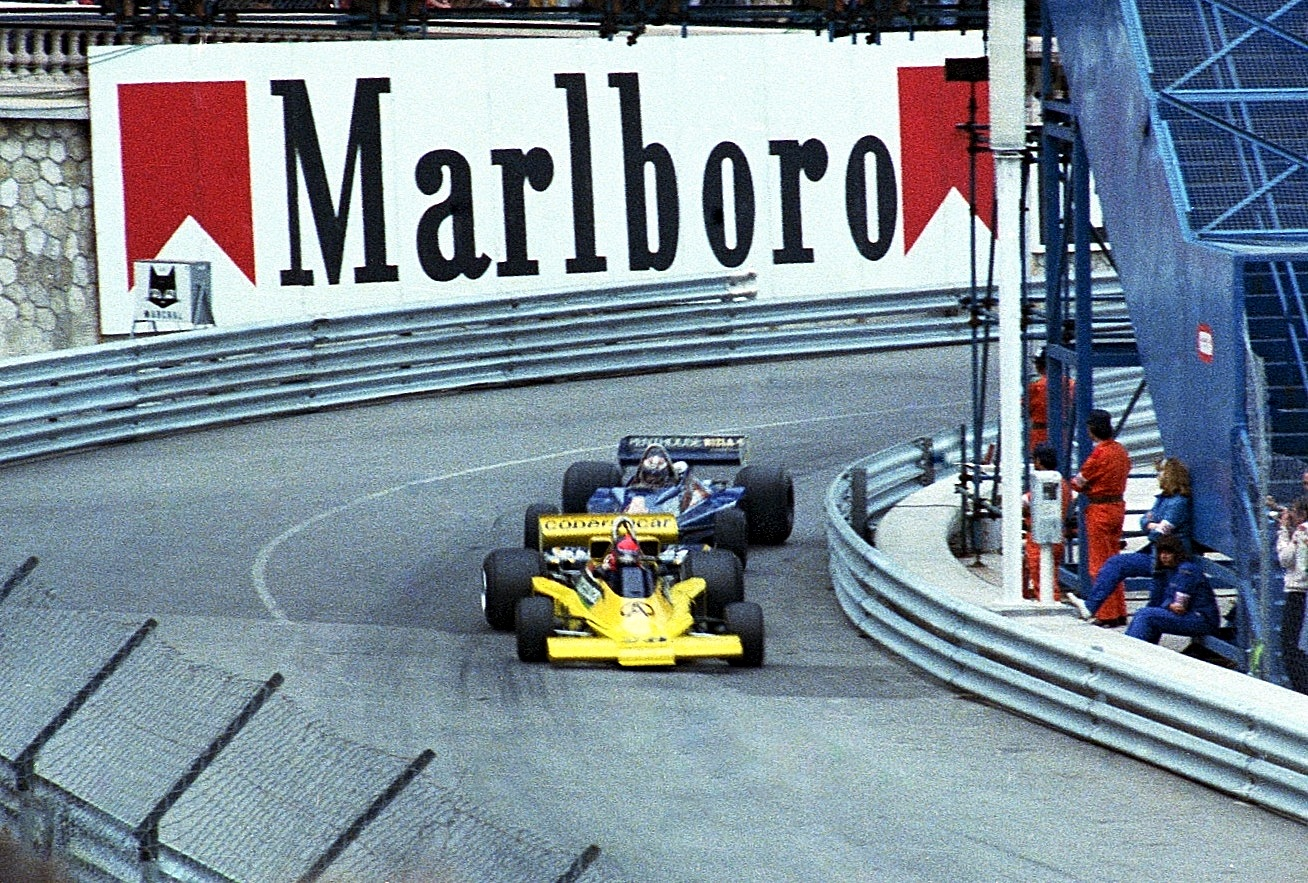
Keegan im 308E hinter Emerson Fittipaldi, Monaco, 1977

## Ergebnisse
| Fahrer               | Nr.                  | 1   | 2   | 3   | 4    | 5    | 6   | 7   | 8   | 9   | 10  | 11  | 12  | 13  | 14  | 15 | 16  | 17 | Punkte | Rang |
| -------------------- | -------------------- | --- | --- | --- | ---- | ---- | --- | --- | --- | --- | --- | --- | --- | --- | --- | -- | --- | -- | ------ | ---- |
| Formel-1-Saison 1977 | Formel-1-Saison 1977 |     |     |     |      |      |     |     |     |     |     |     |     |     |     |    |     |    | 0      | NC   |
| Rupert Keegan        | 24                   |     |     |     |      | DNF  | 12  | DNF | 13  | 10  | DNF | DNF | 7   | DNF | 9   | 8  | DNF |    | 0      | NC   |
| Harald Ertl          | 25                   |     |     |     |      | DNF  | DNQ | 9   | 16  | DNQ |     |     |     |     |     |    |     |    | 0      | NC   |
| Héctor Rebaque       | 25                   |     |     |     |      |      |     |     |     |     | DNF | DNQ | DNQ |     |     |    |     |    | 0      | NC   |
| Ian Ashley           | 25                   |     |     |     |      |      |     |     |     |     |     |     |     |     | DNQ | 17 | DNS |    | 0      | NC   |
| Héctor Rebaque       | 39                   |     |     |     |      |      |     |     | DNQ | DNQ | DNQ |     |     |     |     |    |     |    | 0      | NC   |
| Ian Ashley           | 39                   |     |     |     |      |      |     |     |     |     |     |     | DNQ | DNQ |     |    |     |    | 0      | NC   |
| Formel-1-Saison 1978 | Formel-1-Saison 1978 |     |     |     |      |      |     |     |     |     |     |     |     |     |     |    |     |    | 0      | NC   |
| Divina Galica        | 24                   | DNQ | DNQ |     |      |      |     |     |     |     |     |     |     |     |     |    |     |    | 0      | NC   |
| Eddie Cheever        | 24                   |     |     | DNF |      |      |     |     |     |     |     |     |     |     |     |    |     |    | 0      | NC   |
| Derek Daly           | 24                   |     |     |     | DNPQ | DNPQ | DNQ |     |     |     |     |     |     |     |     |    |     |    | 0      | NC   |

| Legende  | Legende            | Legende                                                          |
| Farbe    | Abkürzung          | Bedeutung                                                        |
| -------- | ------------------ | ---------------------------------------------------------------- |
| Gold     | –                  | Sieg                                                             |
| Silber   | –                  | 2. Platz                                                         |
| Bronze   | –                  | 3. Platz                                                         |
| Grün     | –                  | Platzierung in den Punkten                                       |
| Blau     | –                  | Klassifiziert außerhalb der Punkteränge                          |
| Violett  | DNF                | Rennen nicht beendet (did not finish)                            |
| Violett  | NC                 | nicht klassifiziert (not classified)                             |
| Rot      | DNQ                | nicht qualifiziert (did not qualify)                             |
| Rot      | DNPQ               | in Vorqualifikation gescheitert (did not pre-qualify)            |
| Schwarz  | DSQ                | disqualifiziert (disqualified)                                   |
| Weiß     | DNS                | nicht am Start (did not start)                                   |
| Weiß     | WD                 | zurückgezogen (withdrawn)                                        |
| Hellblau | PO                 | nur am Training teilgenommen (practiced only)                    |
| Hellblau | TD                 | Freitags-Testfahrer (test driver)                                |
| ohne     | DNP                | nicht am Training teilgenommen (did not practice)                |
| ohne     | INJ                | verletzt oder krank (injured)                                    |
| ohne     | EX                 | ausgeschlossen (excluded)                                        |
| ohne     | DNA                | nicht erschienen (did not arrive)                                |
| ohne     | C                  | Rennen abgesagt (cancelled)                                      |
| ohne     | keine WM-Teilnahme |                                                                  |
| sonstige | P/fett             | Pole-Position                                                    |
| sonstige | 1/2/3/4/5/6/7/8    | Punktplatzierung im Sprint-/Qualifikationsrennen                 |
| sonstige | SR/kursiv          | Schnellste Rennrunde                                             |
| sonstige | *                  | nicht im Ziel, aufgrund der zurückgelegten Distanz aber gewertet |
| sonstige | ()                 | Streichresultate                                                 |
| sonstige | unterstrichen      | Führender in der Gesamtwertung                                   |